# Companyia Nova de Gibraltar
La Companyia Nova de Gibraltar fou una companyia comercial catalana fundada l'1 de juliol de 1709 a Barcelona. Al capdavant de l'empresa s'hi trobava Salvador Feliu de la Penya com a administrador, a més de Joan Verivol, Josep Grases i Gralla, Josep Boïgues i Josep Valls. L'objectiu de la creació de la companyia va ser el de trencar amb l'hegemonia comercial de Cadis a l'Atlàntic. S'encarregava de l'exportació de vins a Amèrica i Europa del Nord; aiguardents a Lisboa, Amèrica, Amsterdam i Europa del Centre i Nord; llana a Tunis; o avellanes a Anglaterra, entre d'altres. Pel que fa a les importacions, els vaixells catalans tornaven carregats de blat de Sardenya i Tunis, sucre del Brasil, peix holandès, cuirs del Marroc i Amèrica, cotxinilla americana.
El llibre de comptes o Llibre major de la Companyia Nova de Gibraltar, conservat a l'Arxiu Nacional de Catalunya, és un testimoni la gran activitat comercial en temps de guerra, a més de descriure'n els principals productes i comerciants que viatjaven entre continents.

## Història

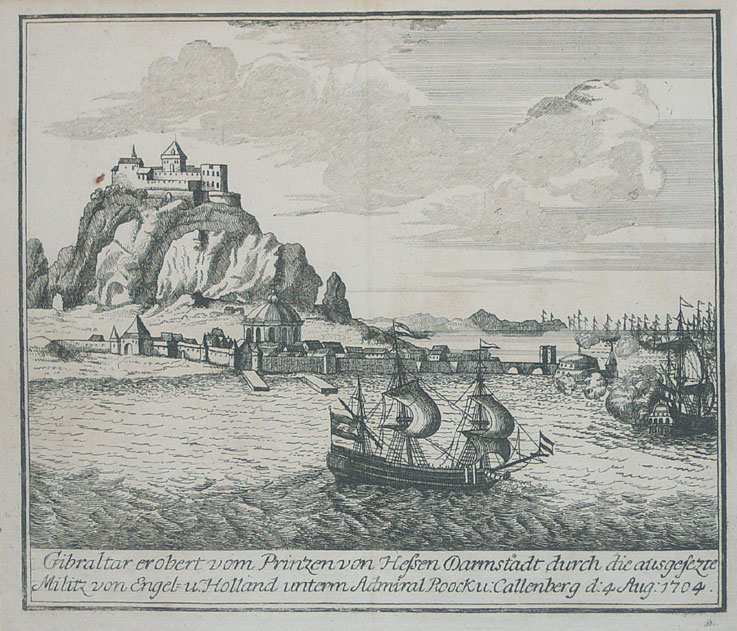
Vista de Gibraltar envoltat per la flota anglesa i holandesa, l'agost del 1705.

L'1 d'agost de 1704, en plena Guerra de Successió Espanyola, Gibraltar era conquerit per deu vaixells anglesos i deu d'holandesos, sota les ordres del príncep Jordi de Hessen-Darmstadt i amb una part de la infanteria de marina formada per soldats catalans. A partir d'aquells esdeveniments, un grup de comerciants catalans, encapçalats per Salvador Feliu de la Penya, va decidir trencar el monopoli reial amb Amèrica del qual gaudia Cadis -controlat en aquells moments pel bàndol dels filipistes- i crear una companyia comercial el primer dia de juliol de 1709.
Inicialment la Companyia Nova de Gibraltar va ser concebuda per tres anys i amb un capital d'11.200 lliures catalanes, repartides en setze participacions de 700 lliures. La companyia noliejà vaixells per al comerç amb ports atlàntics i, secundàriament, mediterranis.
Una vegada finalitzat el conflicte i signat el Tractat d'Utrecht de 1713, la companyia va seguir existint gràcies al fet que el territori gibraltareny va mantenir-se en mans angleses. Tot i així, l'activitat va romandre interrompuda en molts moments després de la caiguda de Barcelona en mans de les tropes borbòniques. L'any 1723 la Companyia Nova cessà definitivament la seva activitat.